# Massif du Mézenc

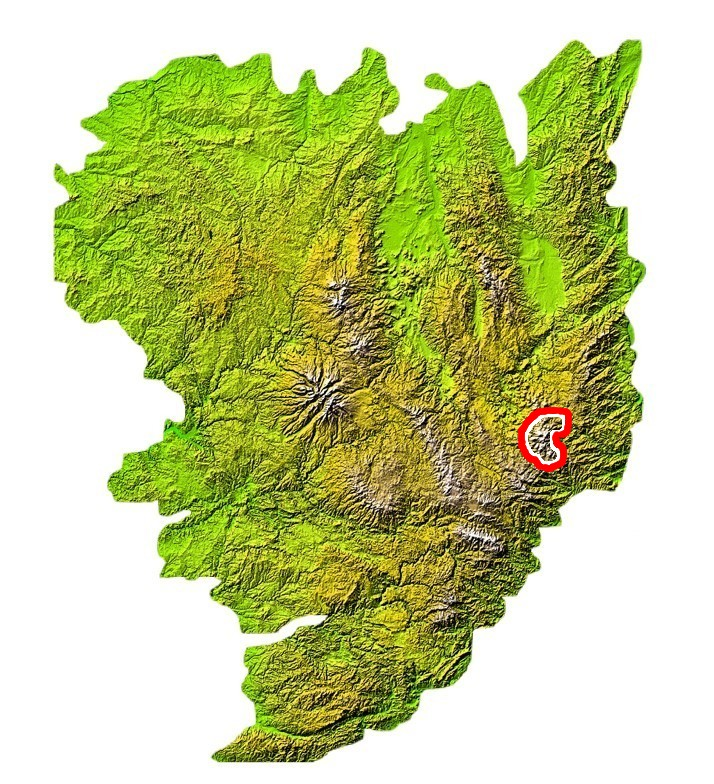
Lage des Massif du Mézenc im Zentralmassiv

Das Massif du Mézenc ist eine Bergregion in den Départements Ardèche und Haute-Loire in Frankreich.

## Geografie
Die Region liegt in den historischen Provinzen Velay und  Vivarais. Der höchste Punkt ist der 1753 Meter hohe Mont Mézenc. Der bekannteste Berg ist der südlich gelegene Mont Gerbier-de-Jonc mit 1551 Metern Höhe.
Der Regionale Naturpark Monts d’Ardèche liegt im südlichen Bereich des Massif du Mézenc.

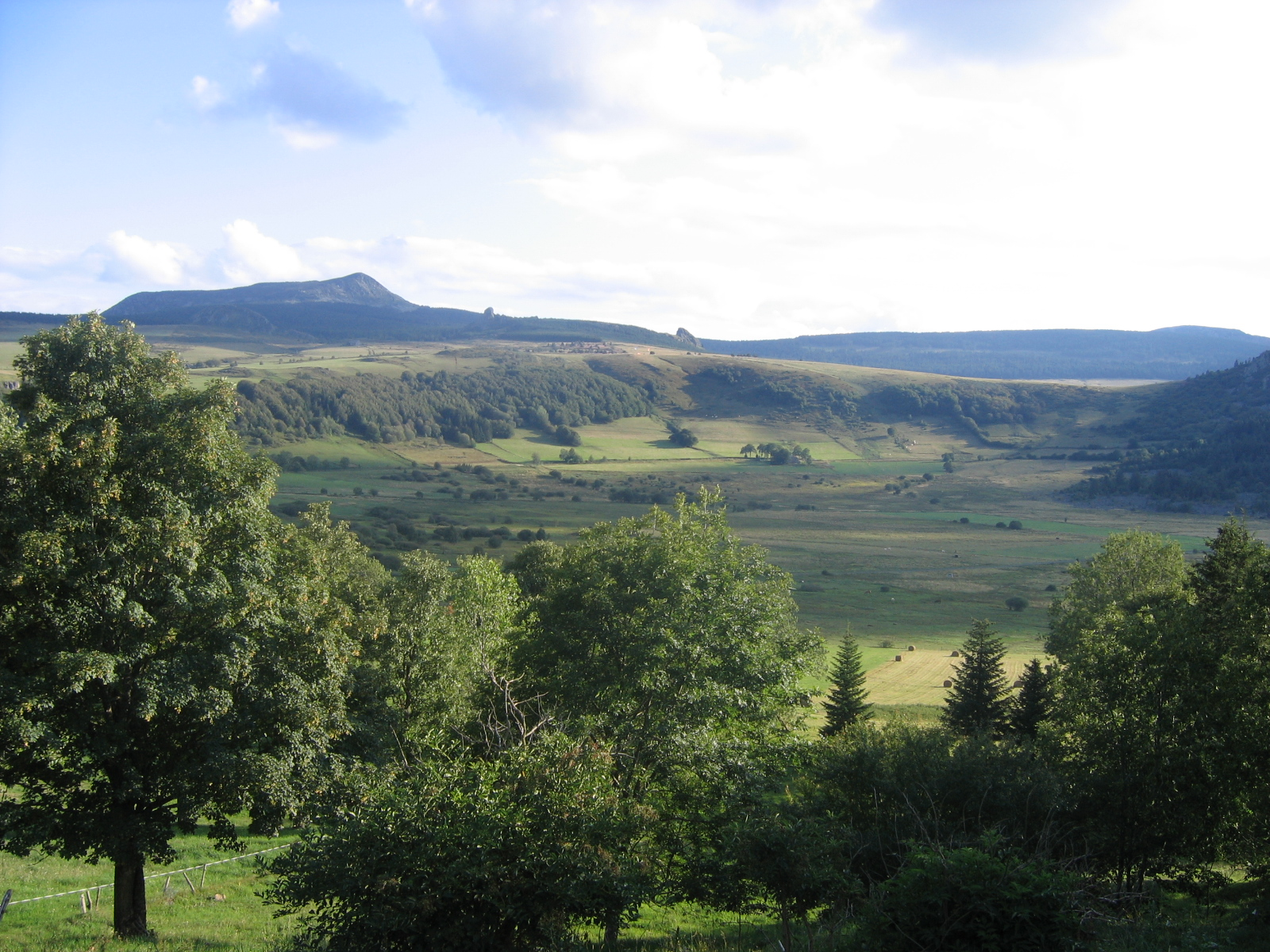
Massif du Mézenc

## Höchste Erhebungen
| - Mont Mézenc (1753 m) - Mont d’Alambre (1691 m) - Chaulet (1622 m) - Suc de Taupernas (1609 m) - Suc de Montfol (1601 m) - Suc de la Lauzière (1589 m) - Mont Gerbier-de-Jonc (1551 m) - Suc de Séponet (1537 m) - Rocher Tourte (1535 m) - Le Sépoux (1535 m) - Les Coux (1531 m) | - Suc de Sara (1521 m) - Suc d’Ourseyre (1489 m) - Suc de Bonnefoy (1486 m) - Mont Signon (1455 m) - Rocher des Pradoux (1440 m) - Rochers des Baux (1431 m) - Roche du Bachat (1423 m) - Rocher d’Aiglet (1417 m) - Suc de Touron (1381 m) - Roches de Borée (1318 m) |